# Amastigia harmeri
Amastigia harmeri är en mossdjursart som beskrevs av Roxanne Irene Hastings 1943. Amastigia harmeri ingår i släktet Amastigia och familjen Candidae. Inga underarter finns listade i Catalogue of Life.